# Prémio Seeds of Science
Seeds of Science é um prémio atribuído anualmente pelo jornal CiênciaHoje homenageando cientistas de diversas áreas como forma de reconhecimento e incentivo.

## Premiados
- 2011 [1]
  - Categoria «25 anos»: Mariano Gago;[2][3]
  - Categoria «Personalidade»: Maria do Carmo Fonseca;
  - Categoria «Júnior»: Pedro Miguel Cruz;
  - Caegoria «Ciências Exatas»: Nuno Peres, João Lopes dos Santos,[4] Vítor Pereira e Eduardo Castro;
  - Categoria «Consagração»: Ana Cumano, António Freitas, Paulo Vieira, António Bandeira e Benedita Rocha; [1]
  - Categoria «Engenharias e Tecnologias»: Ana Paula Piedade e Vítor Costa;[3]
  - Categoria «Comunicação»: Sara Santos;[3]
  - Categoria «Ciências da Terra, do Mar e da Atmosfera»: Rui Ponte;
  - Categoria «Ciências da Saúde»: Miguel Soares;[3]
  - Categoria «Ciências Sociais e Humanas»: Ana Paula Vale;[3]
  - Categoria «Carreira»: Arsélio Pato de Carvalho;[3]
- 2010[5]
  - Categoria «Júnior»: Nuno Martins;
  - Categoria «Ciências Exactas»: Jaime Carvalho e Silva, Gonçalo Pena e Margarida Melo;
  - Categoria «Consagração»: Claudina Rodrigues-Pousada;
  - Categoria «Comunicação»: Vasco Matos Trigo;
  - Categoria «Engenharia e Tecnologia»: José António Salcedo;
  - Categoria «Ciências da Terra, do Mar e da Atmosfera»: Gonçalo Vieira;
  - Categoria «Ciências Sociais e Humanas»: Onésimo Teotónio Almeida;
  - Categoria «Ciências da Vida»: Rui Costa;
  - Categoria «Carreira»: Manuel Paiva;
- 2009[6]
  - Categoria «Júnior»: André Sucena Afonso;
  - Categoria «Ciências Exactas»: Gustavo Castelo-Branco;
  - Categoria «Consagração»: Alexandre Quintanilha, Mário Barbosa e Sobrinho Simões; [7]
  - Categoria «Comunicação»: Instituto Gulbenkian de Ciência;
  - Categoria «Engenharia e Tecnologia»: Elvira Fortunato;
  - Categoria «Ciências da Terra, do Mar e da Atmosfera»: Ricardo Serrão Santos;
  - Categoria «Ciências Sociais e Humanas»: Irene Pimentel;
  - Categoria «Ciências da Vida»: Cecília Arraiano;
  - Categoria «Carreira»: Álvaro Macieira-Coelho;
- 2008[8]
  - Maria Manuel Mota
  - Mónica Bettencourt-Dias
  - Rosália Vargas